# Landsat 1

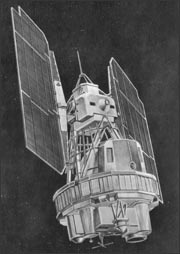
Disegno del satellite Landsat-1

Landsat 1 (LS-1), precedentemente chiamato anche ERTS-A e ERTS-1 (Earth Resources Satellites), è stato il primo satellite del programma Landsat statunitense. Landsat 1 fu una versione modificata del satellite meteorologico Nimbus 4 e venne lanciato il 23 luglio 1972 da un razzo Delta 900 dalla base aerea di Vandenberg in California. Fu il primo satellite a trasportare uno scanner multispettrale .
Il veicolo spaziale, posto in un'orbita quasi polare fungeva da piattaforma stabilizzata orientata verso la Terra per ottenere informazioni su risorse agricole e forestali, geologiche e minerarie, idrologia e risorse idriche, geografia, cartografia, inquinamento ambientale, oceanografia e risorse marine e fenomeni meteorologici.